# Otroeda jonesi
Otroeda jonesi är en fjärilsart som beskrevs av Sharpe 1891. Otroeda jonesi ingår i släktet Otroeda och familjen tofsspinnare. Inga underarter finns listade i Catalogue of Life.